# Bartomeu Simó Escanaverino
Bartomeu Simó Escanaverino (Palma, 4 de juliol  de 1869 - 22 de febrer de 1930) fou un compositor, intèrpret i professor de música mallorquí, fill del també compositor Gabriel Simó Moranta.

## Biografia[1]
Començà els seus estudis musicals amb el seu pare i els continuà amb Bartomeu Torres, amb qui es formà en piano, violoncel i harmonia; posteriorment estudià contrabaix. El 1893 obtingué un premi a l'Escola de Música de Barcelona.
Durant la seva carrera dirigí algunes companyies de sarsuela i posà música as alguns "juguetes cómicos", que li donaren popularitat. El 1917 obté per oposició la plaça de professor de música a l'Escola Normal de Mestres de Barcelona.
Participà en la fundació del Montepío Músico Palmesano, del qual en fou gerent.

## Obra[1]
Bartomeu Simó conrà tota mena de gèneres musicals. En l'àmbit eclesiàstic destaca Con dulces acentos, editada per Ildefonso Alier.
Gran part de la seva producció està dedicada a la música per instruments de teclat. Compongué diferents sonates per a quintet i harmònium.
Edità recopilacions de cançons populars, moltes de les quals foren premiades en diferents concursos.
En l'àmbit pedagògic escrigué diferents mètodes de teoria musical i solfeig, un treball sobre la història del piano i un sobre la història de l'orgue.